# UFC 311
UFC 311: Makhachev vs. Moicano fue un evento de artes marciales mixtas producido por Ultimate Fighting Championship que se llevó a cabo el 18 de enero de 2025 en el Intuit Dome en Inglewood, California, Estados Unidos.

## Antecedentes
El evento marcó la tercera visita de la promoción a Inglewood y la primera desde UFC 232 en diciembre de 2018.
Estaba previsto que el evento principal fuera una pelea por el Campeonato de peso ligero de UFC entre el campeón Islam Makhachev y Arman Tsarukyan. Se enfrentaron previamente en UFC Fight Night: Overeem vs. Oleinik en abril de 2019, donde Makhachev derrotó a Tsarukyan por decisión unánime. No obstante Tsarukyan por una lesión quedó fuera del combate y fue reemplazado por el peleador brasileño, Renato Moicano.
Se esperaba que una pelea por el Campeonato de peso gallo de UFC entre el campeón Merab Dvalishvili y el contendiente invicto Umar Nurmagomedov fuera el evento coprincipal.
Se esperaba que se llevara a cabo una pelea de peso gallo entre el ganador de peso gallo de The Return of The Ultimate Fighter: Team Volkanovski vs. Team Ortega, Ricky Turcios, y Bernardo Sopaj en UFC Fight Night: Magny vs. Prates en noviembre de 2024, pero se canceló después del pesaje debido a problemas médicos no revelados relacionados con Turcios. El emparejamiento ha sido reprogramado para llevarse a cabo en este evento.
Estaba previsto que Grant Dawson y Carlos Diego Ferreira compitieran en una pelea de peso ligero en el evento. Originalmente se enfrentarían en UFC Fight Night: Santos vs. Walker en octubre de 2021, pero en ese entonces, Ferreira se retiró debido a una lesión.

## Resultados
1. ↑  Por el Campeonato de Peso Ligero de UFC.
2. ↑  Combate eliminatorio por el título de peso wélter.

## Bonificaciones
Los siguientes peleadores recibieron bonificaciones de 50.000 dólares.
- Pelea de la Noche: Merab Dvalishvili vs. Umar Nurmagomedov
- Actuación de la Noche: Jiří Procházka  y Jailton Almeida